# أبوياريس
أبوياريس بلدية في ولاية سيارا في المنطقة الشمالية الشرقية من البرازيل.